# Akepa de Maui
El akepa de Mahui (Loxops ochraceus) és un ocell de la família dels fringíl·lids (Fringillidae).

## Hàbitat i distribució
Habita els boscos de l'illa de Maui, a les Hawaii.